# 芳村伊十郎 (7代目)
七代目 芳村 伊十郎（しちだいめ よしむら いじゅうろう、1901年（明治34年）8月23日 - 1973年（昭和48年）9月20日）は江戸長唄の唄方。本名は太田 重次郎（おおた しげじろう）。東京市浅草区生まれ。

## 経歴
- 1919年（大正8年）　八代目芳村伊四郎に入門、養子となる。
- 1921年（大正10年）　芳村辰三郎を名乗る。
- 1933年（昭和8年）　芳村金五郎を名乗る。
- 1938年（昭和13年）　九代目芳村伊四郎を襲名。
- 1950年（昭和25年）　七代目芳村伊十郎を襲名。
- 1956年（昭和31年）　長唄協会理事長、同会長。
- 1967年（昭和42年）　京都南座顔見世出演中に脳梗塞で倒れる。
- 1973年（昭和48年）9月20日　 死去、満72歳。墓所は多磨霊園。

## 受賞等
- 1956年　人間国宝
- 1957年　日本芸術院賞

## 人物
映画監督の土屋啓之助は実弟。芸よく、顔良く、女性によくモテた。三味線方の杵屋勝東治（俳優の若山富三郎と勝新太郎兄弟の父親）、囃子方の初代藤舎呂船とともに花柳界では三羽烏として有名だった。

## CD

### アルバム
- 『七世芳村伊十郎長唄大全集』 1997年、日本コロムビア（1964年にレコード発売されたものをCD化）